# Železniční zkušební okruh Cerhenice
Železniční zkušební okruh Cerhenice, který je součástí Zkušebního centra Velim provozovaného Výzkumným Ústavem Železničním, je uzavřenou tratí, na které se zkoušejí železniční vozidla. Nachází se ve Středočeském kraji nedaleko Poděbrad mezi železniční tratí Praha–Kolín a dálnicí D11. Podle úředního povolení byl kategorizován jako vlečka. V červnu 2017 byl okruh překategorizován z vlečky na zkušební dráhu, a od 1. prosince 2017 má provozovatel pro tuto zkušební dráhu úřední povolení, a to v návaznosti na novelu č. 319/2016 Sb. drážního zákona, která s účinností od 1. dubna 2017 tuto novou kategorii zavedla.

## Historie
- Výstavba byla započata 30. září 1960.
- 5. června 1963 byl okruh slavnostně otevřen.
- Dne 27. srpna 1964 zde dosáhla lokomotiva 498.106 rychlosti 162 km/h, což je rychlostní rekord československých parních lokomotiv.
- Dne 5. září 1972 lokomotiva E 469.3030 (nyní řada 124) dosáhla rychlosti 219 km/h, čímž dosáhla československého (a později českého) rekordu. V roce 2004 rychlostní rekord překonala v jednotka Pendolino a byl navýšen na rychlost 237,04 km/h.
- V roce 1977 se stala obětí provozu na zkušebním okruhu žena, kterou zachytila projíždějící lokomotiva.
- Okruh je hojně využívaný výrobci železničních vozidel z různých zemí, kteří na něm zkoušejí své výrobky. Zkoušely se zde například lokomotivy pro Eurotunel nebo různé typy vlaků Pendolino.
- V roce 2010 lokomotiva řady 380 dosáhla rychlosti 230 km/h, čímž překonala rychlostní rekord lokomotivy Škoda řady 124.

- Vozidla na zkušebním okruhu Velim
- ÖBB Railjet při oslavě padesáti let od zahájení provozu na velkém zkušebním okruhu zkušebního centra VUZ Velim, zázemí zkušebního centra.
- Lokomotiva řady BR 102 „Emil Zátopek“ pro DB Regio.
- Lokomotiva řady BR 102 „Emil Zátopek“ pohledem ze stanoviště strojvedoucího.

## Technické podrobnosti
Zkušební centrum se skládá ze dvou vlastních zkušebních železničních okruhů:
- Malý okruh je dlouhý 3 951 m s maximální přípustnou rychlostí 90 km/h.
- Velký okruh je dlouhý 13 272 m s maximální přípustnou rychlostí 230 km/h pro jednotky s naklápěcími skříněmi a 210 km/h pro ostatní železniční vozidla.

Hlavní sídlo správy okruhu je v Cerhenicích. Okruh zasahuje do okraje území obcí Velim, Cerhenice, Vrbová Lhota, Ratenice, do jižního předměstí Poděbrad (katastrální území Přední Lhota a Kluk) a do obce Pňov-Předhradí (katastrální území Klipec). Mezi vnitřním a vnějším okruhem je sídelní část obce Sokoleč.
Oba okruhy umožňují nezávislé napájení všemi nejpoužívanějšími evropskými napájecími soustavami:
| Napětí [V] | Druh napětí  | Frekvence [Hz] | Max. výkon [MW] |
| ---------- | ------------ | -------------- | --------------- |
| 3 000      | stejnosměrné |                | 10              |
| 1 500      | stejnosměrné |                | 5               |
| 750        | stejnosměrné |                | 5               |
| 25 000     | střídavé     | 50,0           | 10              |
| 15 000     | střídavé     | 16,7           | 9               |

Svým technickým vybavením vytváří celek pro realizaci řady jízdních zkoušek kolejových vozidel, drážních zařízení a dopravních prostředků. Umožňuje provádění experimentů včetně hlukových zkoušek, kontrol schopnosti drážních vozidel komunikovat s okolím a signalizovat v systémech ETCS a GSM-R nebo simulací změn a poruch elektrického napájení společně s praktickým testováním výpadků napájení a reakcí vozidel na tyto vnější vlivy.
Zkušební centrum je majetkem akciové společnosti Výzkumný Ústav Železniční, ve zkratce VUZ, vlastněné Českými drahami.
Na okraji areálu směrem k obci Cerhenice se ještě nachází menší zkušební centrum vlastněné firmou VÚKV.
- Vozidla na zkušebním okruhu Velim
- Alstom AGV na zkušební jízdě (2008)
- Škoda 109E během testu
- Alstom Coradia Continental pro DB Regio
- Siemens Vectron
- Pesa Link pro ČD
- Škoda 7Ev pro ČD
- Stadler Flirt pro LEO Express
- Posunovací lokomotiva 794 001 VUZ
- Historická lokomotiva T 499.0002 VUZ